# Bert Esselink
Bert Esselink (geb. 1968) ist ein niederländischer Übersetzer und Softwarelokalisierungsspezialist.

## Leben
Er studierte ab 1987 an der Hogeschool Zuyd in Maastricht und schloss 1992 das Studium mit einem Bachelor in Übersetzungswissenschaften ab. Im Anschluss studierte er bis 1993 an der Universität von Amsterdam Computerlinguistik. Danach arbeitete er im Bereich Softwarelokalisierung unter anderem bei International Software Products und ALPNET. Seit 2000 arbeitet er bei Lionbride, zuerst als Content Solution Architect und dann später als Key Account Manager. 2009 erwarb er an der Hogeschool Utrecht einen Abschluss in Journalistik.
Bekannt ist er hauptsächlich für sein Buch A Practical Guide to Localization, das als Referenzwerk in der Branche gilt und auch von Hochschulen in der Ausbildung verwendet wird.

## Publikationen (Auswahl)
- A Practical Guide To Localization. Benjaminjs, Amsterdam [u. a.] 2000, ISBN 978-90-272-1956-5.
- Computers and Translation. A Translator's Guide. Benjamins, Amsterdam 2003, ISBN 978-90-272-1640-3.
- Vertalen en lokalisieren. In: Basisboek Technische Communicatie. Van Gorcum, Assen 2008, ISBN 978-90-232-4386-1.